# Бороноев, Асалхан Ользонович
Асалха́н Ользо́нович Бороно́ев (род. 1937) — советский и российский учёный-социолог, первый декан факультета социологии СПбГУ (1989—2000), лауреат премии имени М. М. Ковалевского (2013). Доктор философских наук, профессор.

## Биография
Родился 25 июня 1937 года в улусе Старый Хогот Эхирит-Булагатского аймака Бурят-Монгольской АССР (ныне деревня в Баяндаевском районе Иркутской области).
В 1955 году окончил школу. Работал в колхозе, в окружной газете, затем служил в Советской Армии.
В 1964 году окончил философский факультет Ленинградского государственного университета (ЛГУ), где его учителями были профессора В. П. Тугаринов и П. Ф. Никандров.
Продолжил образование в аспирантуре ЛГУ и в 1968 году защитил кандидатскую диссертацию по теме «Методологические вопросы исследования национальной психологии».
Дальнейшая научная и общественная деятельность связана с ЛГУ, где прошёл путь от ассистента кафедры философии для гуманитарных факультетов до заведующего этой кафедрой (с 1986 года).
В 1980 году защитил докторскую диссертацию, посвящённую нравственно-психологическим проблемам социалистического образа жизни.
В 1987 году был избран на конкурсной основе директором Научно-исследовательского института комплексных социальных исследований (НИИКСИ) при ЛГУ.
В 1989—2000 годах — первый декан факультета социологии.

## Научная деятельность
Круг научных интересов — теоретическая и этническая социология, история российской социологии, социальная антропология, сравнительные социологические межрегиональные и межстрановые исследования.
Один из первых в стране исследователей в области этнической социологии. Совместно с профессором Ю. Н. Емельяновым один из основателей социальной антропологии в России как специальности.
Организатор и ответственный редактор нескольких периодических изданий:
- 4 выпуска серии «Российская социология»;
- 9 томов «Российские социологи»;
- 2 выпуска «Человек в зеркале наук»;
- 6 томов «Проблемы теоретической социологии».

С 1987 по 2002 годы — председатель Головного совета по социологии Министерства образования и науки Российской Федерации.
В 1993 году выступил инициатором возрождения социологического общества имени одного из самых знаменитых российских социологов М. М. Ковалевского и был его председателем до 2007 года (в настоящее время — почётный председатель), также на факультете ежегодно проходят социологические Ковалевские чтения.
Инициатор учреждения такого неофициального профессионального праздника, как День социолога.
Участник международных проектов и программ, читал лекции в университетах Ориенте (Сантьяго-де-Куба), Билефельда, Берлина, Страсбурга, Гамбурга и других.
Автор около 300 работ, опубликованных в отечественных и зарубежных изданиях.
Под его руководством защищено 59 кандидатские и 14 докторских диссертаций.
Действительный член Российской академии естественных наук, Академии социальных наук, Академии гуманитарных наук.
Ведёт активную общественную деятельность в университете: был членом профкома ЛГУ, председателем месткома ЛГУ, заместителем секретаря парткома университета, членом Горкома КПСС, более двадцати лет является членом Учёного совета университета, член диссертационного совета по защите кандидатских и докторских диссертаций по социологии.

## Основные публикации
- Нравственно-психологическое единство образа жизни советского народа. — Л., 1978 (перевод на эстонск. яз. — Таллин, 1982).
- Основы этнической психологии: Учеб. пособие. — СПб., 1991. — (Россия и русские).
- Характер народа и судьбы страны. Л., 1992 (в соавторстве) (2-е изд., доп. — Л., 2001).
- Социологическое общество им. М. М. Ковалевского. К 90-летию создания. — СПб., 2007 (в соавторстве).
- Классики российской социологии: Учеб. пособие. — СПб., 2007 (в соавторстве).
- Социология: состояние и перспективы // Вестник Санкт-Петербургского университета. Сер. 6. 1992. Вып. 4.
- Антропология в современном мире // Социально-политический журнал. 1993. № 5-6 (в соавторстве).
- М. М. Ковалевский в истории российской социологии и общественной мысли. — СПб., 1996 (соавтор и отв. редактор).
- Russische Mentalitaat // Gesellschaften in Europa. Общества в Европе. Хаген, 1997 (в соавт.).К проблеме человека в социологии // Вестник Межпарламентской ассамблеи. 1998. № 3.
- Социологическое мышление: пути и трудности формирования // Социологические исследования. 1999. № 1.
- М. М. Ковалевский и русская общественная мысль. — СПб., 2003 (соавтор и отв. редактор).
- Сибирь. Проблемы сибирской идентичности. — СПб., 2003 (соавтор и отв. редактор).
- Проблемы сибирской ментальности. — СПб., 2004 (соавтор и отв. редактор).
- Социология и социологическое образование в СПбГУ: традиции и современность // Социологические исследования. 2005. № 8 (в соавторстве).
- Российская социология: опыт и проблема изучения её истории // Социологические исследования. 2007. № 7.
- Социология в Ленинграде—С.-Петербурге во второй половине XX века — СПб., 2008 (соавтор и отв. редактор).
- Социологические исследования в Ленинграде в 60-90-е годы XX века // Социологические исследования. 2008. № 6.
- Проблемы становления и функционирования политической культуры в современной России // Иностранные тенденции. Пекин, 2008. № 4 (на китайск. яз.).
- Социальное расслоение, неравенство и общественное настроение общества // Социальная дифференциация и социальная политика в России и Китае: сравнительный анализ. СПб., 2008.

## Награды
- Орден «Знак Почёта»
- Орден Дружбы (2005)[1]
- Премия имени М. М. Ковалевского (2013) — за серию работ «Социокультурные процессы в сфере межнациональных отношений современного российского общества»
- Заслуженный деятель науки Российской Федерации (1998)
- Заслуженный деятель науки Республики Бурятия
- медали
- Почётная грамота университета Ориенте (Куба)
- Медаль Кубинской академии наук
- Юбилейная медаль Билефельдского университета (Германия)
- Медаль имени Н. Д. Кондратьева
- Медаль имени П. А. Сорокина
- Серебряная медаль имени В. И. Вернадского
- Премия имени Г. И. Петровского